# Hugo Linck

Maria und Hugo Linck (1958)

Hugo Linck (* 20. März 1890 in Königsberg i. Pr.; † 24. Dezember 1976 in Hamburg) war ein deutscher Pastor, der bis 1948 bei seiner Gemeinde in Königsberg/Kaliningrad geblieben war.

## Leben
Hugo Linck besuchte das Collegium Fridericianum. Nach dem Abitur studierte er an der Albertus-Universität Königsberg und (ein Semester) an der Eberhard Karls Universität Tübingen Evangelische Theologie. Als Freiwilliger im Ersten Weltkrieg geriet er 1915 in russische Kriegsgefangenschaft. Er wurde nach Sibirien verbracht. Nach gelungener Flucht wurde er am 28. Dezember 1918 in der Schlosskirche (Königsberg) ordiniert. Seine erste Pfarrerstelle versah er vom 1. Januar 1919 bis zum Juni 1922 in Puppen, Kreis Ortelsburg, Masuren. Unmittelbar anschließend war er bis Oktober 1930 in Wehlau. Später wurde er Pfarrer an der Löbenichtschen Kirche. Liep war ein dörflicher Gemeindeteil im Osten der Stadt, 3 km von der Kerngemeinde Löbenicht entfernt. Da der Lieper Gemeindeteil sehr rasch wuchs, baute Linck als 1. Löbenicht-Pfarrer ab 1936 in Liep ein Gemeindezentrum. Das Gemeindehaus und das Pfarrhaus für den 2. Pfarrer der Löbenicht-Gemeinde wurde 1937 eingeweiht. Linck engagierte sich früh in der Bekennenden Kirche. Ab 1936 saß er im ostpreußischen Landesbruderrat. Nach der Schlacht um Königsberg und der Zerstörung des Löbenicht verlagerte sich das Zentrum des Gemeindelebens nach Liep. Linck blieb bei seiner Gemeinde. Die Mitarbeiter der evangelischen Restkirche wählten ihn im März 1946 zum „Hauptpfarrer“, zum Leiter der evangelischen Kirche in Ostpreußen. Das Angebot der Russen, ihn zum „Bischof“ zu ernennen, lehnte er ab. Bis zur Ausweisung der letzten Deutschen im März 1948 blieb er in Liep.
Seit dem 4. Mai 1948 in Hamburg, aber zunächst noch in Erholungsurlaub, nahm er am 1. August 1948 seine Arbeit als kommissarischer Pastor an St. Johannis (Harvestehude) auf. Im Oktober 1948 war die extra für ihn geschaffene Stelle eingerichtet. Die offizielle Amtseinführung war am 5. Februar 1949. Zehn Jahre später wurde er emeritiert. Als passionierter Ruderer und Mitglied der Akademischen Ruderverbindung „Alania“ Königsberg begründete Linck die Altherrenschaft der Akademischen Ruderverbindung zu Hamburg (1958) und die Akademische Ruderverbindung „Alania“ zu Hamburg (1960).

## Silberschatz
Neben Augsburg, Nürnberg und Danzig war Königsberg ein Zentrum deutscher Goldschmiedekunst. Zum Kirchenschatz der Löbenichtschen Kirche gehörte eine in Silber gefasste liturgische Schrift von 1681. Im August 1944 mauerte Linck sie in einer verborgenen Gruft seiner Kirche ein. Außer ihm kannten nur zwei Männer den Ort; der eine war Kollege im ostpreußischen Bruderrat. Die beiden Luftangriffe auf Königsberg Ende August zerstörten auch die Löbenichtsche Kirche. Einige Monate wurde die Ruine von einer Luftbombe getroffen und der Silberschatz aufgesprengt. Linck sammelte die Reste ein und hielt sie in der Schlacht um Königsberg versteckt. Als er die (tote) Stadt im März 1948 verlassen durfte, nahm er den Einband mit nach Hamburg. Er übergab ihn einem Bruderratskollegen. Erst 1970 berichtete er über den tollkühnen „Schmuggel“. Überlebt hatte auch der dritte Mitwisser. Dessen Enkel, ein Dresdner, machte sich nach der sog. Wende auf die Spurensuche. Zufällig fiel ihm Lincks später Bericht in die Hände. So erfuhr er von der Übergabe an den Kollegen vom Bruderrat; der war längst gestorben und in einem von ihm gegründeten Stift in Niedersachsen beerdigt. Das Stift war für Flüchtlinge aus den Ostgebieten des Deutschen Reiches gedacht und entwickelte sich zu einer Senioren- und Sozialeinrichtung. Im Treppenhaus hing ein aufwändig besticktes Altartuch von 1711 aus der Löbenichtschen Kirche, ein Hinweis auf die Richtigkeit der Spur. Weitere Nachforschungen förderten auch die übrigen Teile des Silberschatzes zutage. Über die „frohe Botschaft“ in Kenntnis gesetzt, begannen die Kuratoren des Ostpreußischen Landesmuseums mit den Eigentümern der kostbaren Stücke zu verhandeln. Sowohl die Evangelische Kirche in Deutschland als auch das Stift erklärten sich mit einer Dauerleihgabe einverstanden.

## Nachfahren
Hugo Linck und seine Frau Maria hatten vier Kinder. Die beiden älteren Söhne fielen im Zweiten Weltkrieg, der eine als U-Boot-Kommandant der Kriegsmarine, der andere beim Heer an der Ostfront. Die beiden jüngeren Kinder Ingeborg und Roland kamen in Wehlau zur Welt. Der Sohn Roland (1925–2008) hatte vier Kinder: Annekathrin, Elisabeth, Tilman und den Historiker Stephan Linck. Die Tochter Ingeborg verh. Andresen (1923–2014) hatte drei Kinder: Christiane (1950–2019), Henriette (* 1951) und Carl Clemens (* 1954). Henriette Pipers Buch über Hugo Linck erschien 2019.

## Werke

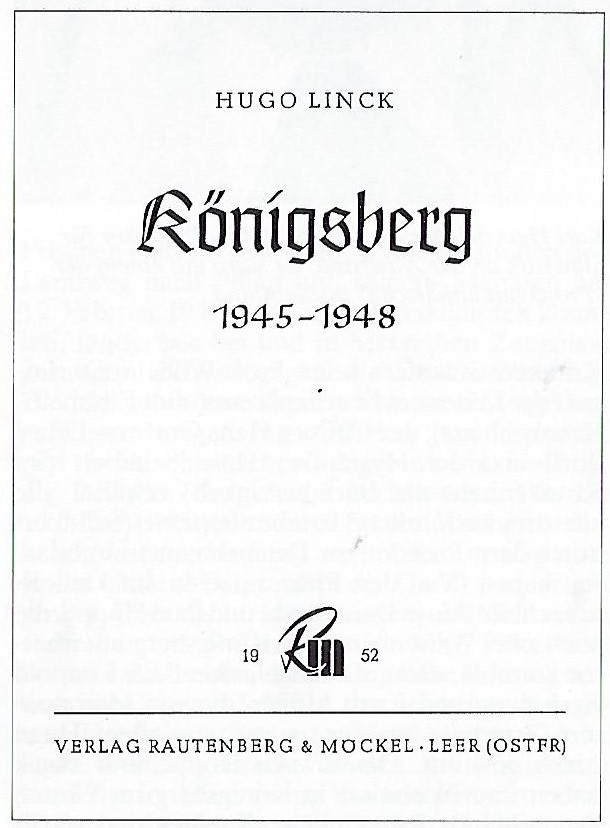
Erstausgabe 1952

- Königsberg 1945–1948. Rautenberg & Möckel, Leer 1952, 5. Auflage (1997), ISBN 3-7921-0350-8.
- Der Kirchenkampf in Ostpreußen. 1933 bis 1945. Geschichte und Dokumentation. Gräfe und Unzer, München 1968, DNB 457435704.
- Der Adler zwischen den Engeln – Erinnerungen an die Löbenichtsche Kirche. Rautenberg, Leer (Ostfriesland) 1970, OCLC 174208472.
- Im Feuer geprüft, als die Sterbenden, und siehe, wir leben. Berichte aus dem Leben der Restgemeinden nach der Kapitulation in und um Königsberg. Rautenberg, Leer 1972, ISBN 3-7921-0126-2.
- Zur Geschichte der Kirche im Kreise Wehlau. In: Preußenland. Mitteilungen der Historischen Kommission für ost- und westpreußische Landesforschung und aus den Archiven der Stiftung Preußischer Kulturbesitz. Band 7 (1969), ZDB-ID 123737-8, S. 17.
- Unsere Toten. In: Hellmut Herbst: Sechzig Jahre – Geschichte des Akademischen Ruder-Bundes 1904–1964. Chronik der Bundeskorporationen. Hamburg 1964.[5]